# Sagina oxysepala
Sagina oxysepala är en nejlikväxtart som beskrevs av Pierre Edmond Boissier. Sagina oxysepala ingår i släktet smalnarvar, och familjen nejlikväxter. Inga underarter finns listade i Catalogue of Life.